# Władysław Pasikowski
Władysław Pasikowski (ur. 14 czerwca 1959 w Łodzi) – polski reżyser i scenarzysta filmowy.

## Życiorys
Syn łódzkiego biletera kinowego. W latach 1978–1983 wraz z Pawłem Edelmanem studiował kulturoznawstwo ze specjalizacją filmoznawczą na Uniwersytecie Łódzkim, a później reżyserię w Państwowej Wyższej Szkole Filmowej, Teatralnej i Telewizyjnej w Łodzi (1983-88). Ukończywszy tę ostatnią, asystował Andrzejowi Konicowi przy pracy nad serialem telewizyjnym Pogranicze w ogniu. Swój początek kariery zawdzięczał wstawiennictwu Juliusza Machulskiego, który wyprodukował dwa pierwsze jego filmy: Krolla (1991) i Psy (1992). Oba filmy wywołały olbrzymie kontrowersje, jednak odniosły sukces frekwencyjny. W obu filmach główne role zagrał Bogusław Linda, wcielając się w Krollu w postać porucznika wysłanego po dezertera z wojska, natomiast w Psach – w byłego esbeka Franza Maurera, próbującego odnaleźć się w naznaczonej falą zbrodni Polsce epoki transformacji ustrojowej. Kroll i Psy, nagrodzone za reżyserię na Festiwalu Polskich Filmów Fabularnych, trafiły w nastroje widowni obawiającej się zmian ustrojowych oraz zagrożenia bytu w związku z szalejącą przestępczością.
Pasikowski usiłował zdyskontować popularność Psów kontynuacją pod tytułem Psy 2. Ostatnia krew (1994), a także filmem młodzieżowym Słodko gorzki (1996), dramatem wojennym poświęconym wojnie domowej w Bośni Demony wojny według Goi (1998), wreszcie Operacją Samum (1999) – filmem sensacyjnym na temat autentycznej akcji polskiego wywiadu podczas I wojny w Zatoce Perskiej, polegającej na odbiciu amerykańskich szpiegów namierzonych przez iracki wywiad. Żaden z tych filmów nie odniósł jednak sukcesu na miarę Psów.
Niepowodzenie Reichu (2001), odczytywanego jako niezamierzona parodia poprzednich filmów Pasikowskiego, skłoniło reżysera do okresowego wycofania się z reżyserii filmów kinowych. W latach 2004–2008 Pasikowski odpowiadał za reżyserię serialu telewizyjnego Glina, współtworzył również scenariusz do Katynia (2007) Andrzeja Wajdy oraz Hansa Klossa. Stawki większej niż śmierć (2012) Patryka Vegi. Do głównego nurtu kina powrócił za sprawą skandalizującego dreszczowca Pokłosie (2011), którego bohaterowie – dwaj bracia – odkrywają tajemnicę mordu dokonanego przed laty na Żydach w prowincjonalnej miejscowości. Pokłosie oskarżano o rażącą jednoznaczność oraz kiczowaty finał, jednak film zwrócił uwagę na nagłośniony już przedtem przypadek pogromu w Jedwabnem. Jack Strong (2014), uwiarygodniona przez rolę Marcina Dorocińskiego biografia Ryszarda Kuklińskiego, która została utrzymana w tonacji dreszczowca politycznego, zapewniła Pasikowskiemu kolejną nagrodę za reżyserię.
Pitbull. Ostatni pies (2018), kontynuacja cyklu filmów policyjnych Patryka Vegi, została przyjęta przez krytyków jako udana reanimacja tracącej na jakości serii. Odmienny był odbiór Kuriera (2019), epizodu z biografii Jana Nowaka-Jeziorańskiego, który podczas II wojny światowej został wysłany przez rząd londyński do okupowanej Polski, aby skontaktować się z dowództwem Armii Krajowej przed wybuchem powstania warszawskiego. Wśród zarzutów stawianych filmowi wymieniano uczynienie Nowaka-Jeziorańskiego „chodzącym zbiorem bogoojczyźnianych cnót” oraz „nieudacznikiem i fajtłapą”, który działając pod wpływem impulsu, bierze w filmie pełną odpowiedzialność za wybuch powstania.
W 2002 roku w warszawskim Teatrze Powszechnym zadebiutował adaptacją sztuki Kto się boi Virginii Woolf? Edwarda Albeego z Agnieszką Krukówną, Markiem Kondratem, Szymonem Bobrowskim i Krystyną Jandą w rolach głównych. Jest też autorem powieści science fiction Ja, Gelerth, która w 1993 została nominowana do Nagrody im. Janusza A. Zajdla.
W 2014 „za wybitne zasługi dla polskiej kultury, za osiągnięcia w pracy twórczej i działalności artystycznej” został odznaczony Krzyżem Kawalerskim Orderu Odrodzenia Polski.
W 2015 został odznaczony Srebrnym Medalem „Zasłużony Kulturze Gloria Artis”.

## Filmografia
Filmy
- Pogranicze w ogniu (serial telewizyjny 1988–1991) – asystent reżysera
- Kroll (1991) – reżyseria, scenariusz
- Psy (1992) – reżyseria, scenariusz
- Psy 2. Ostatnia krew (1994) – reżyseria, scenariusz
- Słodko gorzki (1996) – reżyseria, scenariusz, obsada aktorska (wampir na przyjęciu)
- Demony wojny według Goi (1998) – reżyseria, scenariusz
- Operacja Samum (1999) – reżyseria
- Reich (2001) – reżyseria, scenariusz, obsada aktorska
- Katyń (2007) – scenariusz (współautor)
- Hans Kloss. Stawka większa niż śmierć (2012) – scenariusz
- Pokłosie (2012) – reżyseria, scenariusz
- Jack Strong (2013) – reżyseria, scenariusz
- Pitbull. Ostatni pies (2018) – reżyseria, scenariusz
- Kurier (2019) – reżyseria, scenariusz
- Psy 3. W imię zasad (2020) – reżyseria, scenariusz[20]

Seriale TV
- 2003–2008: Glina w TVP – reżyseria (2 sezony, 25 odcinków)

## Nagrody filmowe
- 1996: Nagroda Złote Lwy za film Słodko gorzki 21 FPFF w kategorii Nagroda za reżyserię.
- 1995: Nagroda „Valenciennes” za film Psy w kategorii: Nagroda Główna.
- 1994: Nagroda „Valenciennes” za film Psy w kategorii: Nagroda za reżyserię.
- 1994: Nagroda Złote Lwy za film Psy 19 FPFF Nagroda Przewodniczącego Komitetu Kinematografii dla najbardziej kasowej produkcji roku.
- 1993: Złota Kaczka za film Psy w kategorii: najlepszy film polski.
- 1992: Nagroda Złote Lwy za film Psy 17 FPFF w kategorii Nagroda za reżyserię.
- 1991: Nagroda Grand Fajans za film Kroll Przegląd Polskich Filmów Fabularnych we Włocławku.
- 1991: Nagroda Klubu Krytyki Filmowej SDP – Syrenka Warszawska za film Kroll.
- 1991: Nagroda Złote Lwy za film Kroll 16 FPFF w kategorii Nagroda Specjalna Jury.
- 1991: Nagroda Złote Lwy za film Kroll 16 FPFF w kategorii Nagroda za debiut reżyserski.
- 1991: Nominacja Złote Lwy za film Kroll 16 FPFF w kategorii Najlepszy film.
- 1991: Nominacja Złote Lwy za film Kroll 16 FPFF w kategorii Najlepszy scenariusz.